# Phare de Gelibolu
Le phare de Gelibolu (en turc : Gelibolu Feneri)  est un feu côtier situé sur la côte ouest de la péninsule de Gallipoli dans le détroit des Dardanelles, à Gelibolu dans la province de Çanakkale, en Turquie.
Il est exploité et entretenu par l'Autorité de sécurité côtière (en turc : Kıyı Emniyeti Genel Müdürlüğü) du Ministère des transports et des communications.

## Histoire
Le phare a été construit en 1851 pendant l'Empire ottoman. Il marque l'entrée nord de la partie étroite du détroit des Dardanelles. Le site été le théâtre d'un siège infructueux par les troupes alliées en 1915, pendant la Première Guerre mondiale. Les champs de bataille sont une attraction touristique majeure mais le phare ne retient pas beaucoup l'attention des visiteurs. Il est situé dans un parc municipal sur une falaise à Gelibolu, du côté nord-ouest du détroit.
Le phare et le bâtiment de garde sont sous la protection de la Direction générale de la sécurité côtière en tant que patrimoine national.

## Description
Le phare  est une tour ronde en maçonnerie blanche, de 8 m de haut, avec une galerie et une lanterne, attachée à une maison de gardien d'un étage.
Son feu à éclats émet, à une hauteur focale de 34 m, un bref éclat blanc de 0.5 seconde par période de 5 secondes. Sa portée est de 15 milles nautiques (environ 28 km) pour le feu blanc, et de 19 milles nautiques (environ 26 km) pour le feu rouge. Il possède un radar Racon émettant la lettre B en code morse.
Identifiant :ARLHS : TUR-023 - Admiralty : N4878 - NGA : 17048.

## Caractéristique dufeu maritime
Fréquence : 5 secondes (W)
- Lumière : 0.5 seconde
- Obscurité : 4.5 secondes

|                            |
| Le détroit des Dardanelles |

### Lien connexe
- Liste des phares de Turquie